# Ústav politických věd Slovenské akademie věd
Ústav politických věd Slovenské akademie věd (ÚPV SAV), slovensky Ústav politických vied Slovenskej akadémie vied, je vědecké pracoviště Slovenské akademie věd.

## Vznik a vývoj
Ústav politických věd SAV vznikl 1. března 2002 transformací Politologického kabinetu SAV, který působil v rámci SAV od roku 1990. Sídlí v areálu SAV na Dúbravskej ceste 9 v Bratislavě. V letech 1998–2018 byl ředitelem ústavu (předtím kabinetu) PhDr. Miroslav Pekník, CSc., v roce 2018 se jím stal Peter Dinuš a k roku 2025 byl ředitelem Juraj Marušiak.

## Činnost
Posláním Ústavu politických věd SAV je základní výzkum politických vztahů a procesů ve vnitřní i zahraniční politice. Zvláštní úlohou je i výzkum moderních slovenských politických dějin. Ústav byl řešitelem několika vládních úloh a od roku 2002 vydal vícero odborných monografií.

## Pracovníci ústavu
Mezi pracovníky ústavu patří vícero významných českých a slovenských politologů, historiků, právníků a odborníků na mezinárodní vztahy (např. Marián Hronský, Jozef Jablonický, Eva Jaššová, Jozef Kiss, Norbert Kmeť, Zuzana Poláčková, Oskar Krejčí, Juraj Marušiak, Miroslav Pekník, Daniel Šmihula, Peter Dinuš).